# سری توانی صوری
اگر یک سری توانی را یک عبارت صوری در نظر بگیریم و نه یک تابع، با یک سری توانی صوری (به انگلیسی: Formal power series) مواجه هستیم. بسیاری از سری‌های توانی دارای شعاع همگرایی صفر هستند و به همین جهت از مطالعهٔ این تابع در آن نقطهٔ مشخص اطلاعات زیادی را نمی‌توان به دست آورد ولی با در نظر گرفتن آن‌ها به صورت عبارت‌های صوری می‌توان دنبالهٔ حاصل را مورد بررسی قرار داد. علت استفاده از سری‌های توانی به جای مطالعهٔ مستقیم دنبالهٔ مورد نظر این است که اتحادهای حاصل در سری‌های توانی صوری می‌تواند اطلاعات باارزشی در مورد دنباله‌ها به دست دهد. به عبارت دیگر منظور از سری توانی صوری همان سری توانی‌ای است که تنها روی اطلاعات موجود در دنبالهٔ ضرایب آن تمرکز می‌شود.
در حسابان، یک سری نامتناهی به شکل:
{\displaystyle \sum _{n=1}^{\infty }a(n)x^{n}=a(1)x+a(2)x^{2}+...+a(n)x^{n}+...}
که در آن {\displaystyle x} و {\displaystyle a(n)} می‌توانند حقیقی یا مختلط باشند، سری توانی نامیده می‌شود. هر سری توانی دارای یک شعاع همگرایی {\displaystyle r\geqslant 0} است که در آن r می‌تواند {\displaystyle \infty } باشد. مفهوم سری توانی صوری در مقابل سری توانی معمولی در حسابان مطرح می‌شود به طوری که در سری‌های توانی صوری هیچگاه به x مقدار عددی داده نمی‌شود و همگرایی و واگرایی سری مطرح نیست. در سری‌های توانی صوری، موضوع مورد توجه دنبالهٔ ضرایب {\displaystyle a(0),a(1),...,a(n),...} است.
اریک تمپل بل از سری‌های توانی صوری برای مطالعهٔ خواص توابع حسابی ضربی استفاده کرد.
یک سری توانی صوری می‌تواند یک سری نامتناهی به صورت زیر باشد: (نوعی چندجمله‌ای با بی‌نهایت جمله)
{\displaystyle a_{0}+a_{1}x+a_{2}x^{2}+a_{3}x^{3}+...+a_{n}x^{n}}
اگر تمامی ضرایب یک سری توانی صوری از یک جملهٔ مشخص به بعد برابر صفر باشند، به مجموعهٔ حاصل یک چندجمله‌ای صوری گفته می‌شود.